# Википедија на литванском језику
Википедија на литванском језику (литв. Lietuviškoji Vikipedija) је верзија Википедије на литванском језику, слободне енциклопедије, која данас има 222.444 чланака и заузимала је на листи Википедија 30. место.